# Sojusz Nordyckiej Zielonej Lewicy

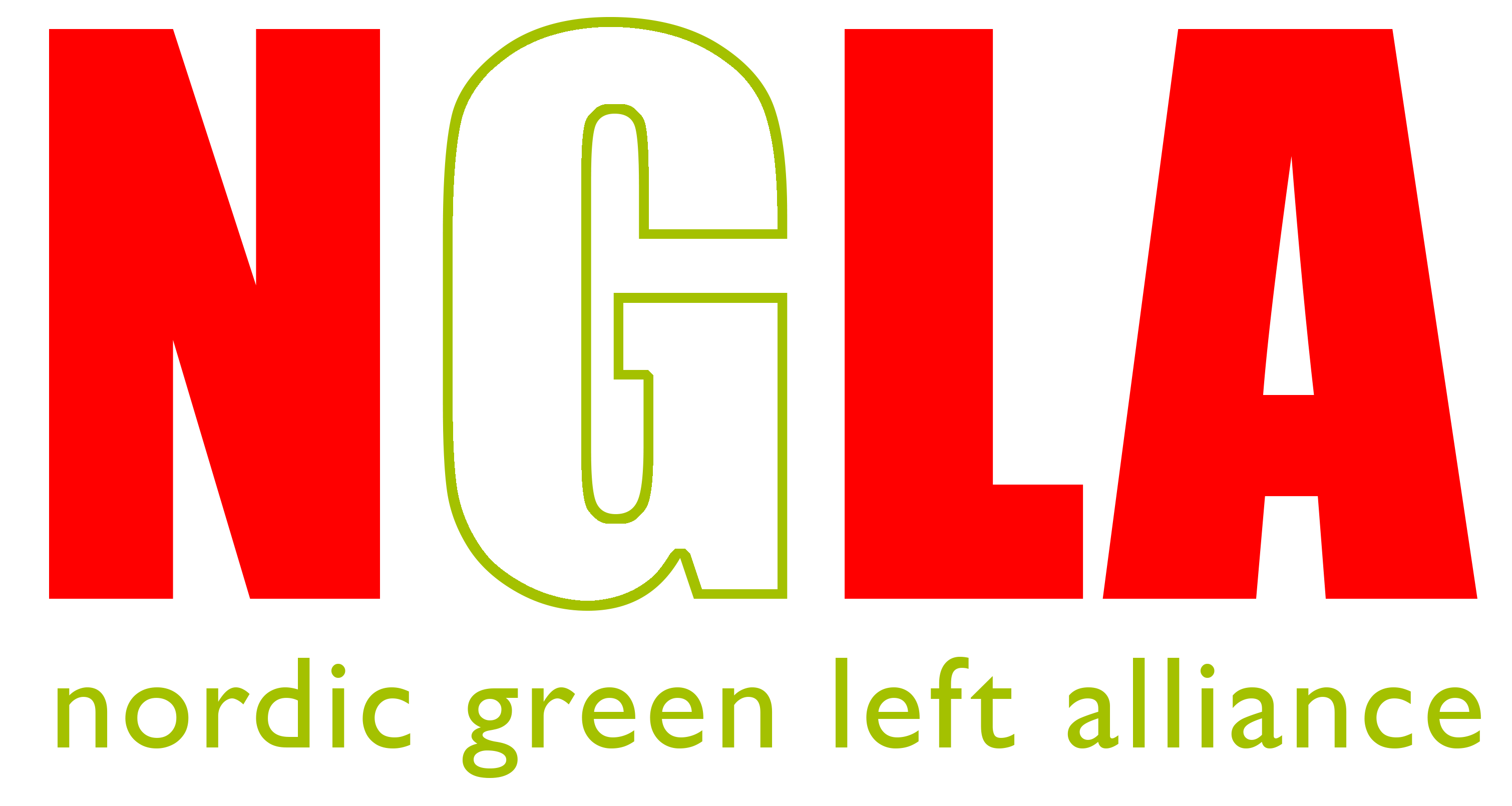
Dawne logo NGLA

Sojusz Nordyckiej Zielonej Lewicy (ang. Nordic Green Left Alliance, NGLA) – związek partii lewicowych z krajów nordyckich, założony w Reykjavíku 1 lutego 2004. Partie te mają profil ekosocjalistyczny i sytuują się na lewo od tradycyjnej socjaldemokracji.
Sojusz Nordyckiej Zielonej Lewicy blisko współpracuje z Europejską Partią Lewicy. Większość eurodeputowanych obu partii należy do grupy Zjednoczona Lewica Europejska – Nordycka Zielona Lewica (z wyjątkiem europosłów duńskiej Socjalistycznej Partii Ludowej, którzy należą do frakcji Zielonych/WSE).

## Partie członkowskie
- Dania: Socjalistyczna Partia Ludowa (Socialistisk Folkeparti)
- Finlandia: Sojusz Lewicy (Vasemmistoliitto)
- Islandia: Ruch Zieloni-Lewica (Vinstrihreyfingin – grænt framboð)
- Norwegia: Socjalistyczna Partia Lewicy (Sosialistisk Venstreparti)
- Szwecja: Partia Lewicy (Vänsterpartiet)
- Wyspy Owcze: Republika (Tjóðveldi)
- Grenlandia: Wspólnota Ludzka (Inuit Ataqatigiit)